# Oskar von Knobloch
Ludwig Wilhelm Oskar von Knobloch (* 29. Mai 1822 in Althausen; † 23. Januar 1899 in Wartenburg an der Elbe) war ein preußischer Generalmajor und Kommandeur der 12. Infanterie-Brigade.

## Leben

### Herkunft
Oskar war ein Sohn des preußischen Generalmajors Wilhelm von Knobloch (1794–1854) und dessen Ehefrau Ida, geborene von Parpart (1801–1883).

### Leben
Nach dem Besuch des Cöllnischen Gymnasiums und der Divisionsschule des Gardekorps in Berlin trat Knobloch am 22. April 1841 als Schütze in das Garde-Schützen-Bataillon der Preußischen Armee ein. Er avancierte bis Ende Juli 1842 zum Sekondeleutnant, war ab Mitte Januar 1846 auf ein Jahr zur 8. Pionier-Abteilung und anschließend auf ein weiteres Jahr zur 8. Artillerie-Brigade kommandiert. Während der Märzrevolution war Knobloch 1848 an der Niederschlagung der revolutionären Unruhen in Berlin sowie er im weiteren Jahresverlauf während des Krieges gegen Dänemark an den Gefechten bei Schleswig und Düppel sowie der Beschießung von Frederecia beteiligt.
Nach dem Krieg wurde er am 11. September 1852 zum Premierleutnant befördert und am 26. März 1854 in das Garde-Jäger-Bataillon versetzt. Nach einem einjährigen Kommando zur Dienstleistung im Kaiser Franz Garde-Grenadier-Regiment abkommandiert wurde Knobloch am 27. März 1858 in das 4. Infanterie-Regiment versetzt. Dort stieg er am 15. Mai 1858 zum Hauptmann auf und wurde am 23. September 1858 als Kompanieführer beim III. Bataillon im 4. Landwehr-Regiment kommandiert. Danach erfolgte eine Reihe weiterer Versetzung, am 1. August 1859 war er zunächst beim 4. kombinierten Reserve-Bataillon, diente ab 1. Juli 1860 als Kompaniechef im Infanterie-Regiment Nr. 44, am 13. März 1862 wieder im Grenadier-Regiment „König Friedrich der Große“ (3. Ostpreußisches) Nr. 4 und am 11. Januar 1866 im Infanterie-Regiment Nr. 49.
Während des Deutschen Krieges war er vom 22. Mai bis zum 3. September 1866 Kommandeur des III. Bataillons im 9. Landwehr-Regiments und wurde nach dem Krieg am 30. Oktober 1866 zum Major befördert. Am 22. April 1867 wurde er als Kommandeur des I. Bataillons in das 6. Pommersche Infanterie-Regiment Nr. 49 und übernahm am 25. März 1868 II. Bataillon. Während des Deutsch-Französischen Krieges kämpfte er bei den Belagerungen von Metz, wo die gefährdete Stellung an den Eisenwerken von Ars-sur-Moselle erhielt, und Paris. Er kämpfte in den Gefechten bei Thias und Mont Mesly, in der Schlacht bei Villiers wurde er dann schwer verwundet. Ausgezeichnet mit dem Eisernen Kreuz II. Klasse erfolgte am 18. Januar 1871 sein Beförderung zum Oberstleutnant und die Ernennung zum Kommandeur des Füsilier-Bataillons.
Nach dem Krieg wurde er am 12. Dezember 1872 unter Stellung à la suite mit der Führung des Infanterie-Regiments Nr. 75 beauftragt und am 18. Februar 1873 zum Regimentskommandeur ernannt. Knobloch stieg in dieser Eigenschaft Ende März 1873 zum Oberst auf und wurde am 23. Juni 1873 als Ehrenritter in den Johanniterorden aufgenommen. Unter Stellung à la suite seines Regiments beauftragte man ihn am 17. April 1879 mit der Führung der 12. Infanterie-Brigade. Am 11. Juni 1870 erfolgte seine Ernennung zum Brigadekommandeur sowie die Beförderung zum Generalmajor. Am 18. September 1880 wurde er mit dem Roten Adlerorden II. Klasse mit Eichenlaub ausgezeichnet. Aufgrund eines schweren Rheumaleidens reichte Knobloch seinen Abschied ein und wurde am 14. Mai 1881 mit Pension zur Disposition gestellt.
Er starb am 23. Januar 1899 in Wartenburg an der Elbe.

### Familie
Knobloch heiratete am 23. Oktober 1864 in Danzig Emma Freiin von Meerscheidt-Hüllessem (1840–1932). Die Ehe blieb kinderlos.